# Laimė Baltrūnaitė
Laimė Baltrūnaitė (* 1952 in Ryliškiai, Rajongemeinde Utena) ist eine litauische Juristin, Richterin im Obersten Verwaltungsgerichts Litauens (Lietuvos vyriausiasis administracinis teismas).

## Leben
Nach dem Abitur 1972 an der Mittelschule Tauragnai bei Utena absolvierte Baltrūnaitė 1977 das Diplomstudium der Rechtswissenschaft an der Vilniaus universitetas. Von 1977 bis 1984 arbeitete sie in Šiauliai als Ermittlerin, ab 1984 stellv. Leiterin  und ab 1985 Leiterin der Unterabteilung für Ermittlung. Ab 1993 war sie stellv. Direktorin des Departaments für Ermittlung am Innenministerium Litauens und ab 1999 Richterin im Bezirksverwaltungsgericht Vilnius. Seit 2007 ist sie Richterin im LVAT. 
Sie spricht Englisch und Russisch.

## Quelle
1. ↑  Laimė Baltrūnaitė (Memento vom 3. Dezember 2013 im Internet Archive) (NTA-Info), abgerufen am 11. Mai 2024.

| Personendaten    | Personendaten        |
| ---------------- | -------------------- |
| NAME             | Baltrūnaitė, Laimė   |
| KURZBESCHREIBUNG | litauische Richterin |
| GEBURTSDATUM     | 1952                 |
| GEBURTSORT       | Utena                |